# Javansko morje
Javansko morje (indonezijsko Laut Jawa) je obsežno plitko robno morje na Sundski celinski polici, med indonezijskimi otoki Borneo na severu, Java na jugu, Sumatra na zahodu in Sulavezi na vzhodu. Karimatski preliv na njegovem severozahodu ga povezuje z Južnokitajskim morjem. Je del zahodnega Tihega oceana, po drugih klasifikacijah pa je lahko tudi del Indijskega oceana.
Med februarjem in marcem 1942 se je v Javanskem morju zgodila bitka v Javanskem morju. Bila je ena od bitk z najhujšimi izgubami druge svetovne vojne. Mornariške sile Nizozemske, Velike Britanije, Avstralije in ZDA so bile skoraj uničene pri poskusu braniti Javo pred japonskim napadom.

## Geografija
Javansko morje pokriva južni del Sundske celinske police s površino 1.790.000 km². Je plitko morje s povprečno globino 45 m. Njegova dolžina v smeri vzhod–zahod je okrog 1600 km, njegova širina v smeri sever–jug pa okrog 380 km s skupno površino 320.000 km².
Oblikovano je bilo, ko se je morska gladina dvignila ob koncu zadnje ledene dobe.